# Stillits
Stillitsen eller stillidsen (latin: Carduelis carduelis) er en fugleart i finkefamilien. Fuglen yngler i Europa og en del af Asien. Desuden er den indført til Australien og New Zealand. Stillitsen er en farvestrålende finke, der især træffes i det åbne land, hvor den hovedsageligt lever af frø af kurvblomstrede planter som tidsler og burrer.
Det danske navn er en lydefterligning af artens stemme. Det videnskabelige navn Carduelis er fuglens latinske navn og kommer af carduus = tidsel.

## Udseende og stemme
12-14 cm. Hovedet er trefarvet i rødt, hvidt og sort. Ryggen er nøddebrun, svingfjerene er sorte med en gul plet på midten af yderfanen. Halens styrefjer er sorte, men med hvide pletter på inderfanen af de yderste fjer. Overgumpen er hvid. Undersiden er hvidgrå med brunlige skygninger tværs over forbrystet og langs bugens sider. Der er ikke stor forskel på de to køn. Et kendetegn for hannen er helt sorte mellemste hånddækfjer, hvor hunnens tilsvarende fjer har et brunligt anstrøg. Ungfuglene er uden de voksne fugles markante hovedtegning. Det spidse og noget sammentrykte næb er grågult.
Sangen består af vellydende triller og kvidrende fløjtetoner, der minder om grønsiskenens. Kaldet er et "tikke-lit".

## Føde
Stillitsen lever især af frø som den ved hjælp af sit spidse, sammentrykte næb kan tage ud af lukkede blomsterkurve som tidsler, burrer, knopurter, rølliker, gyldenris, brandbægere, brøndsler, skabiose, kartebolle og mange andre. I forsommeren fodres ungerne med insekter. Det spidse, sammentrykte næb er ikke egnet til at samle frø op fra jorden som det for eksempel er tilfældet med grøniriskens og bogfinkens næb.

## Rede og unger
Reden bygges af hunnen højt i et træ. Den består af mos, frøuld, hår, rodtrævler og edderkoppespind. Første kuld æg lægges i Danmark fra begyndelsen af maj og består af 4-6 hvidlige æg med brunlige pletter. De ruges af hunnen i 13-14 dage, mens den fodres af hannen. I Danmark ses oftest to kuld, så man så sent som i slutningen af juli kan se rugende stillitser. Ungerne fodres i den første tid med bladlus, mens de senere får opgylpede frø, der er opblødt i forældrenes kro. De forlader reden i en alder af 14-15 dage.

## Forekomst
I Danmark er stillitsen en ret almindelig ynglestandfugl og yngletrækfugl (marts-oktober). Den kan dog lokalt være sjældnere. Den yngler i åbent parkagtigt landskab, f.eks. i udkanten af skove, i alléer og haver. Arten findes desuden i de større byers industriområder, hvor der ofte er ukrudtsplanter. Den del af bestanden, der er trækfugle overvintrer i landene langs Nordsøen ned til Kanalegnene.
Stillitsen er desuden udbredt over hele Europa på nær Island. Mod øst er den udbredt til det centrale Sibirien. Mod nord følger grænsen for dens udbredelse 60° nordlig bredde. Mod syd findes den i det nordlige Afrika, på Madeira, De Kanariske Øer og Azorerne.

### Bestandsudvikling
Bestanden af stillits i Danmark faldt meget i antal i 1900-tallet, hvilket blandt andet skyldtes landbrugets øgede brug af ukrudtsbekæmpelsesmidler. Fra sidst i 1980'erne og igennem 1990'erne gik bestanden markant frem, hvilket formentligt skyldtes tilgroning af f.eks. overdrev, flere brakarealer og plantning af levende hegn. Siden 2000-tallet er bestanden dog igen gået tilbage.

## Stillitsen i kulturelle sammenhænge
Stillitsen er anvendt af en række kunstnere i forskellige sammenhænge. Antonio Vivaldi skrev Koncert i D-dur for fløjte med tilnavnet "Il Gardellino" (italiensk for stillits), hvor fløjten efterligner sangen fra fuglen. Carel Fabritius malede et billede af en stillits i 1654, og dette billede spiller en vigtig rolle i romanen Stillidsen (2013) af Donna Tartt.

## Billeder
- Stillits fra Schwerin, Tyskland
- Stillits fra England
- Stillits fra Tarn, Frankrig
- Æg fra stillits (Carduelis carduelis carduelis)
- Æg og rede fra stillits.